# 特殊選才
特殊選才為中華民國提供偏才、特殊經歷及弱勢族群的學生特別的大學入學管道。採用此方法入學的學生不需要參加大學學科能力測驗，而是由各大學各自依需求甄試，通常會包含書審資料、面試、及少部分的校系會舉行筆試。通常會於每年的11、12月舉行甄試，並在隔年1月前放榜。

## 歷史
特殊選才由2015年開始試辦，第一年全國僅有53個招生名額，2018年後則納入正式入學管道，該年度已提供555個招生名額。且招生名額隨年份逐漸增加，提供許多學子更多機會。

## 目標
此管道主要是為了使許多偏才、體制外學習並無法在標準化考試下取得成績的學生，也能利用特殊才能進入大學，也因此名額較少。另外，也有一部份名額是提供予弱勢族群、新住民、原住民。。

## 外部連結
- 111學年度大學特殊選才 （页面存档备份，存于）